# Андріанананімерина
Андріанананімерина (*д/н — 1732) — 2-й мпанзака (володар) Імерина-Імароватана у 1710—1732 роках.

## Життєпис
Старший син Андріантомпунімерини І, мпанзаки Імерина-Імароватани. Дата народження невідома, отримав спочатку ім'я Ратрімонібемігісатра. У віці 12 або 13 років підготував втечу свого діда Андріамасінавалуни з-під варти його батька.
Після смерті батька у 1710 році спадкував владу в Імароватані. Одружився з Раморабе, донькою Андріампено Рандріамболанамбо, принца Намхани. Невдовзі виступив проти своїх стрийків Андріанджаканаваналунамандімбі з Антананаріву, Адріанматронавалувалунімерина з Амбогітрабібу і Андріанцімітовіамініандріана з Амбогіманги. У запеклій боротьбі, що тривала до кінця панування, не досяг значного успіху.
Намагався активно розбудовувати свою столицю Амбогідратрімо. Помер близько 1732 року. Йому спадкував старший син Андріантомпунімерина II.